# 한국철도공사 341000호대 전동차
한국철도공사 341000호대 전동차는 1993년 과천선 개통으로 도입된 한국철도공사의 통근형 전동차이다. 도입 초기에 2030호대로 운행하다가 2011년에 341000호대로 개번되었다. 현재 수도권 전철 4호선 10량 30개 편성은 (300량)이 운행하고 있다. 또한 1~2세대분 일부 열차의 주변환장치가 GTO에서 IGBT로 교체되었고, 전조등이 할로겐에서 LED로 개조되었다.

## 사양

### 대한민국 최초로 도입된VVVF제어전동차
2030호대 (341000호대) 전동차는 대한민국 최초로 VVVF제어와 유도전동기를 채용한 전동차로서 첫 반입분인 2030-2130편성 (현.34101)편성의 경우 1993년 6월말에 처음으로 제작, 시운전에 착수하여 같은 해 11월에 시운전을 마치고 본선운행에 들어갔다. 비슷한 시기인 1993년 9월에 처음 제작된 서울교통공사 4000호대 VVVF 전동차의 첫 반입분 451편성과 비교하여 약간 앞선다.

### 제어기기
1개의 제어장치가 4개의 전동기를 제어한 1C4M 방식을 채택하였다. 특히 기존 한국철도공사 1000호대 전동차에 비하여 출력을 높여 MT비를 줄임과 동시에 회생 제동 능력을 갖추어 에너지 절약 및 검수소요 감소를 도모하고 있다. 기본적으로 도시바의 제품을 사용하고 있으며 이후 우진산전에서 라이센스 생산한 것으로 교체되었다. 다만 VVVF 인버터의 경우 자연냉각식이 아니라 당시 신칸센 300계 전동차 및 신칸센 500계 전동차에서 사용한 자동 강제냉각식을 사용하였다.

### 차체 및대차
차체에는 STS304를 사용한 스테인리스 용접방식의 무도장 차체를 사용하였으며, 대차는 원추형 고무스프링을 사용한 에어스프링 볼스터리스 방식을 채택해 승차감 향상과 경량화를 도모하고 있다. 제동장치는 응답성이 빠르고 전기제동과의 조화가 양호한 전기지령식 제동을 사용하고 있다.

### 실내 설비
도입 초기엔 아이보리색 계통의 실내구성과 전형적인 모켓 롱시트로 이루어져 있고, 객실 천장은 LED 방식의 승객안내장치가 설치되었다. 냉방은 기존 차량보다 냉방 출력을 강화한 준집중형식으로 제작되었다.
34101~34130편성은 LED 전광판, 강제냉각기, 더블암 팬터그래프로 절연 구간을 통과할 때 객실 일부 조명이 소등되고 전기 차단으로 인해 강제식 냉난방, 에어컨 송풍기, LED 전광판까지 전부 다 절연 구간이라 자동으로 잠시 꺼지지만, 34131~34160편성은 절연 구간을 통과할 때도 객실 조명과 자연식 냉난방, 에어컨 송풍기나 환풍기, LCD TV 전광판까지 전부 다 꺼지지 않고 그대로 정상 가동된다. 현재 1호선과 경강선, 동해선에서 운행중인 4세대 전동차들과 전체적인 성능이 동일하기 때문이다. 4세대 전동차 중 1호선 차량들은 절연 구간을 지날 때 객실 조명과 냉난방기, 전광판 등이 꺼지지 않는다. 단, 이 열차는 전조등 및 형광등은 켜져 있다고 한다.

### 승무 설비
승무 설비는 34101~34130편성은 투핸들, 34131~34160편성은 원핸들 형태의 제어대와 계기판, TGIS 모니터 등으로 구성되어 있다. ATS 및 ATC 속도계 모니터가 장착되어 있다.

#### TGIS
TGIS는 Train General Information System의 약자로서 열차의 기본적 정보를 승무원에게 전달하는 시스템이다. 기본적으로 제어차에 장비된 중앙장치와 각 차량에 장비된 단말장치로 구성되어 있으며 각 단말기를 루프식으로 구성된다. 각 단말기간의 통신은 RS-485방식을 사용하고 있으며 각각의 단말장치는 각 차량의 전기기기, 서비스기기의 상태를 실시간으로 전달하여 중앙 장치에서 통합 후 모니터를 통하여 승무원(기관사, 차장)에게 전달한다. TGIS의 주요 기능은 다음과 같다.
- 승무원 지원 기능: 각종 기기 상태, 운행상태, 정차역 통보기능
- 주 제어 기기 및 각종 고압전기기의 상태현시 및 고장기록
- 서비스 기기(안내방송, 공조장치, 행선/열번 표시기 등)제어기능
- 검수 지원 기능: 운행/고장기록, 입/출고 점검 및 응급고장처치 안내기능

1993년 차량 도입 시에는 일본 도시바에서 제작한 완제품을 사용하였지만, 현재는 대한민국 우진산전에서 국산화한 제품을 사용하고 있으며, 이는 기존 제품보다 기능과 성능이 한층 더 강화된 제품이다.

### 편성
편성은 팬터그래프와 주변압기, 제어기기, 전동기가 탑재된 M'차, 제어기기와 전동기만이 탑재된 M차, 그리고 보조전원장치와 공기압축기, 축전지, 제어실등을 갖춘 Tc차와 제어실이 없는 T1, 그리고 아무런 기기도 탑재되지 않는 T차로 구성되었다.
| 객차번호     | 설치된 전장품                        |
| ------------ | ------------------------------------ |
| 3410XX(20XX) | Tc(SIV, 공기압축기, 축전지)          |
| 3411XX(22XX) | M(주변환장치)                        |
| 3412XX(23XX) | M'(팬터그래프, 주변압기, 주변환장치) |
| 3413XX(28XX) | T(무동력객차)                        |
| 3414XX(25XX) | M'(팬터그래프, 주변압기, 주변환장치) |
| 3415XX(24XX) | T1(SIV, 공기압축기, 축전지)          |
| 3416XX(29XX) | T(무동력객차)                        |
| 3417XX(26XX) | M(주변환장치)                        |
| 3418XX(27XX) | M'(팬터그래프, 주변압기, 주변환장치) |
| 3419XX(21XX) | Tc(SIV, 공기압축기, 축전지)          |

## 배속
- 34131~34160편성: 시흥차량기지, 10량

## 현재 운행 구간
- ● 수도권 전철 4호선
  - 서울 지하철 4호선: 불암산~남태령
  - 과천선: 남태령~금정
  - 안산선: 금정~한대앞
  - 안산선/수인선: 한대앞~오이도

## 도입 역사
1~2세대는 처음은 차량번호가 2030호대가 부여되어 도입됐다. 왜냐하면, 1993년 도입 당시 2000호대 디젤 기관차가 아직 퇴역하기 전이었고, 다른 차번(4000호대, 5000호대, 6000호대)은 아직 차적이 정리되지 않은 상태였기 때문이다. 과거 4호선과 분당선의 차번은 열차 도입 순서에 따른 것으로 별도로 구분짓지 않았다. 2011년경 지금처럼 341000호대로 개번되었으며, 3세대부터는 341000호대로 도입되었다.

### 1세대

#### 1차 도입분
- 시흥차량사업소 소속: 34101~34122편성 (총 22개 편성)
- 제작사: 현대정공, 대우중공업, 한진중공업

1994년 4월 1일 과천선 개통으로 대비된 초창기 도입분이므로 한진중공업에선 34101~34104편성, 대우중공업에선 34105~34117편성과 34118편성의 341018, 341218호, 현대정공에서는 34118편성의 341118, 341318, 341418, 341918호와 34119~34122편성이 제작되었다. 도입 당시 22개 편성 전부 6량이었으나, 1995년 과천선-안산선 10량화로 인해 전부 대우중공업에서 만든 중간객차 4량이 장착되어 10량이 되었다. 34102편성은 객차 문제로 2018년 12월경 휴차 처리되었고, 34104편성은 31101편성 객차를 장착, 34107, 34112~34113편성의 9호칸(3418XX)엔 31102편성의 객차가, 34114편성은 34102편성 객차 2량을 장착, 34119편성은 34104편성의 객차 2량이 장착되어 운행 중이다. 또한 34107, 34118편성은 사고로 오랫동안 중정비를 받고 운행에 다시 들어갔고 이듬해인 2023년 12월 전량 폐차한 바 있다.

#### 2차 도입분
- 시흥차량사업소 소속: 34123~34125편성 (총 3개 편성)
- 제작사: 대우중공업

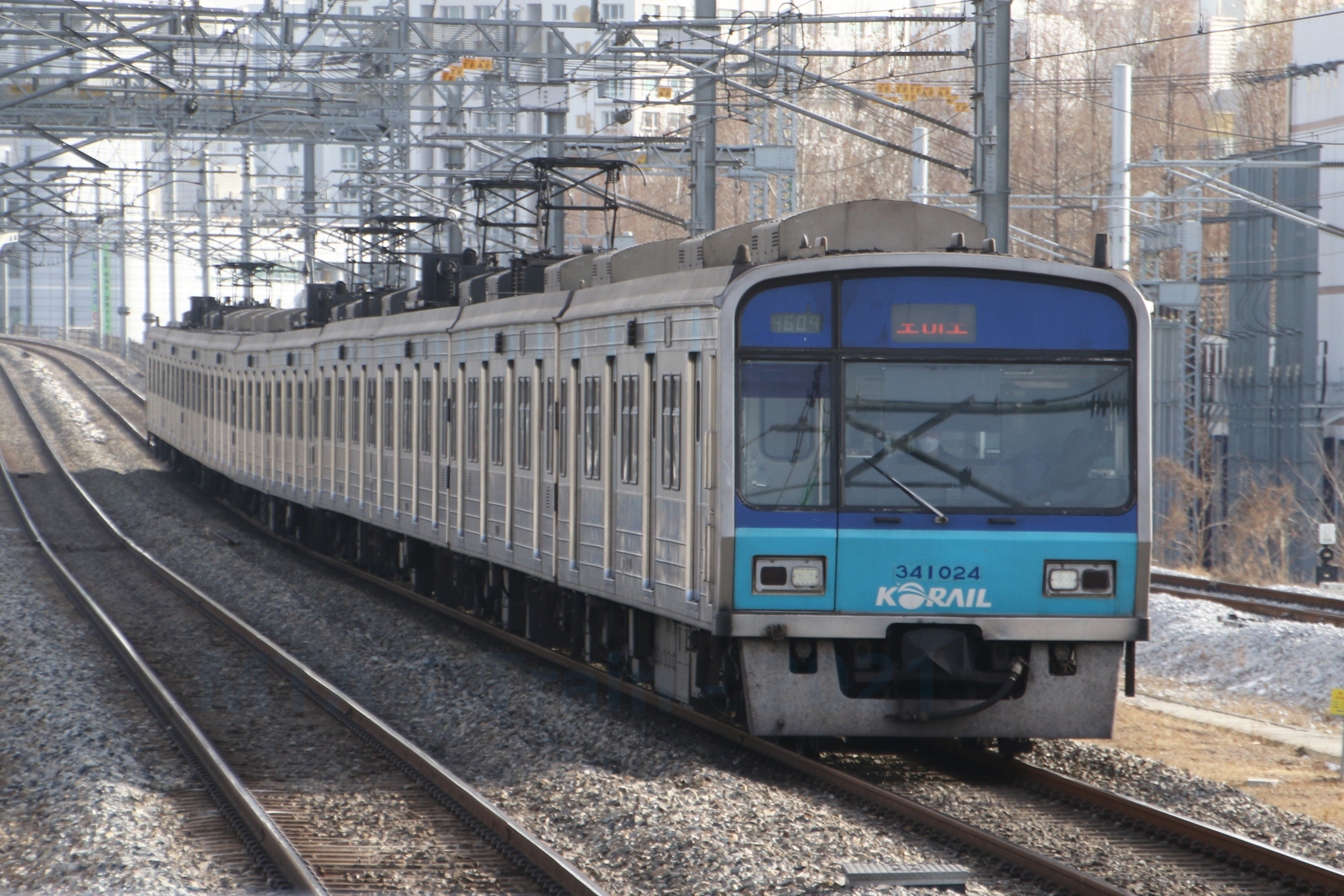
34124편성(현재는 폐차)

1997년 2월 11일 과천선-안산선 증차 목적으로 추가 도입되었다. 3편성 모두 대우중공업에서 만들어졌으며, 도입 당시부터 이미 10량 편성으로 도입됐던 점이 특징이다. 34123~34124편성은 2021년 10월, 34125편성은 12월에 차량 노후화로 인하여 전량 폐차한 바 있다.

### 2세대

#### 3차 도입분
- 시흥차량사업소 소속: 34126~34130편성 (총 5개 편성)
- 제작사: 한국철도차량(KOROS)

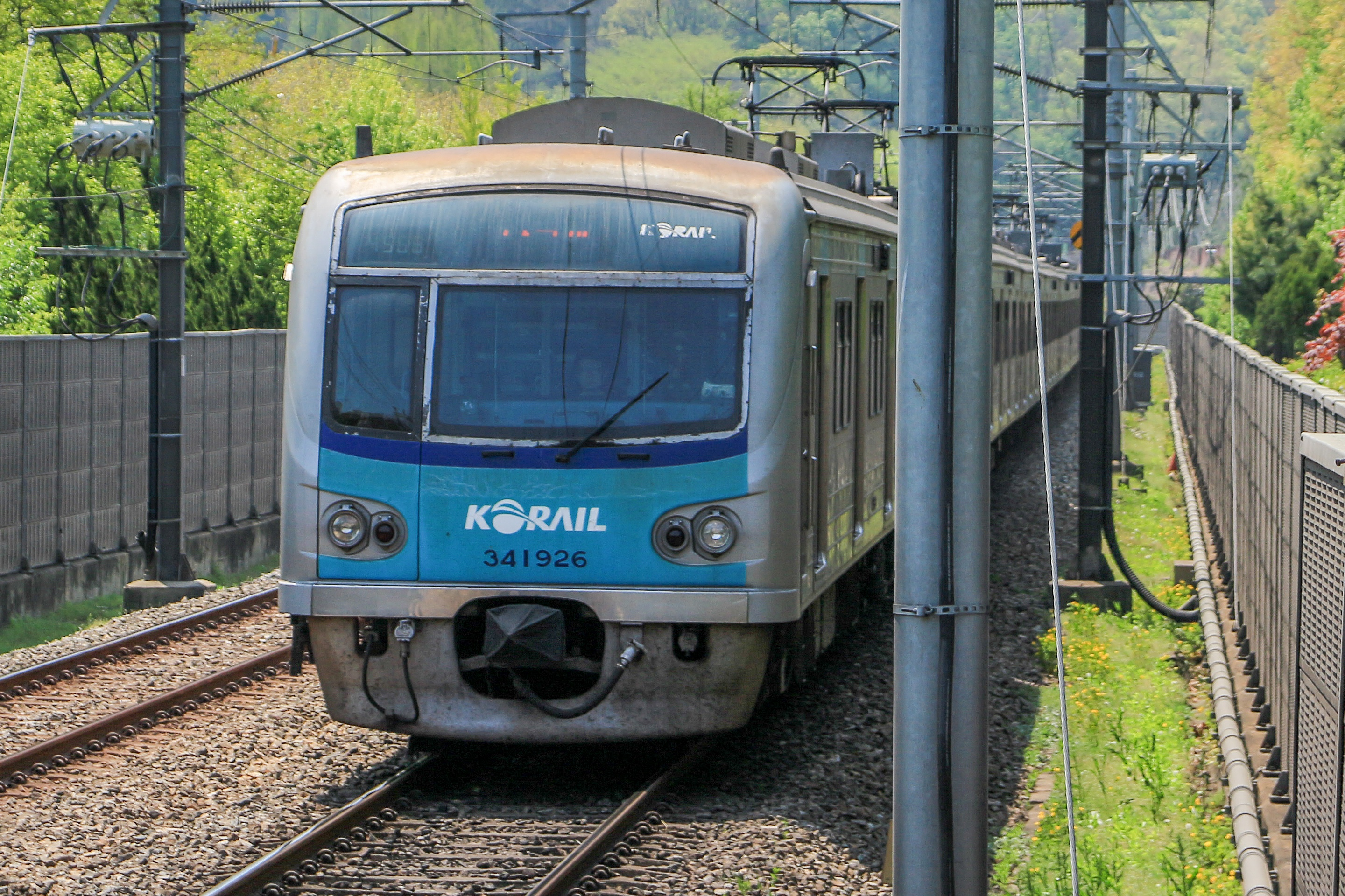
34126편성(현재는 폐차)

2000년 7월 28일 안산선 오이도 연장 개통을 대비하여 도입되었으며, 일명 동글이, 동작이 라고 부른 열차다. 한때 대우중공업이 소유하고 있던 한국철도차량(KOROS)(현.현대로템) 의왕공장에서 1999년 6월부터 8월까지 제작됐다. 당시 한국철도 100주년을 기념하여 출입문 등에 표식이 되어 있는 것이 특징이다. 또한 선두부가 FRP소재로 제작된 유선형으로 변경되었다. 311000호대 1세대에 기초했기 때문에 창이 좁고 상부개폐형으로 되어 있다. 또한 1세대형과 달리 안내기가 1개에서 2개가 늘어난 것이 특징이며, 도입 당시부터 10량 편성으로 도입됐다.

### 3세대

#### 4차 도입분
- 시흥차량사업소 소속: 34131~34137편성 (총 7개 편성)
- 제작사: 현대로템
- 제어방식: VVVF-IGBT현대로템 IPM)

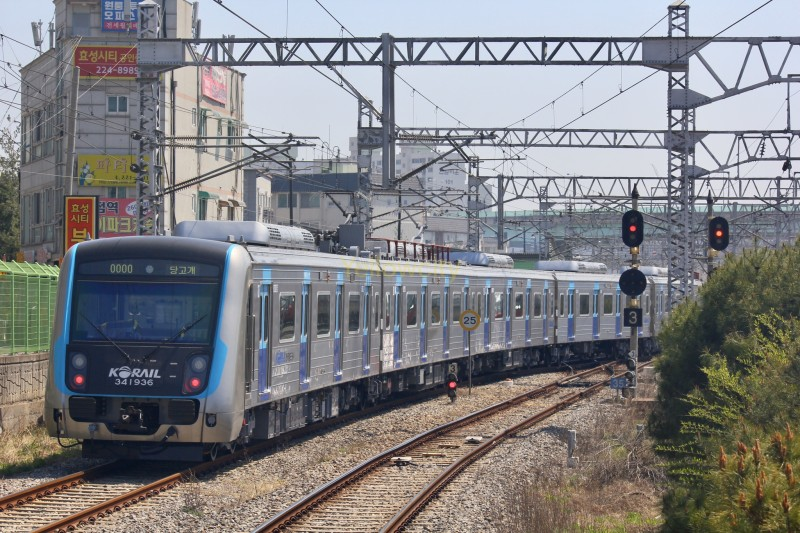
34136편성

초창기에 도입된 1세대 전동차의 노후 차량 일부 교체용으로 제작된 차량이다. 그리고 출입문 모양은 1세대 차량에 사용되었던 부식무늬가 적용되었다. 이 차량부터는 현대로템의 자사 IPM 모듈이 최초로 국산화되었다. 미쓰비시 IGBT 소자에 현대로템 IPM 추가, 그러나 넓어진 통로문으로 스크린도어 센서 문제가 생기고 심지어 집전장치 설계 결함으로 인해 현재는 개량 작업을 한 동안 시운전이 중단/지연되었다.

#### 5차 도입분
- 시흥차량사업소 소속: 34138~34155편성 (총 18개 편성)
- 제작사: 현대로템
- 제어방식: VVVF-IGBT(현대로템 IPM)

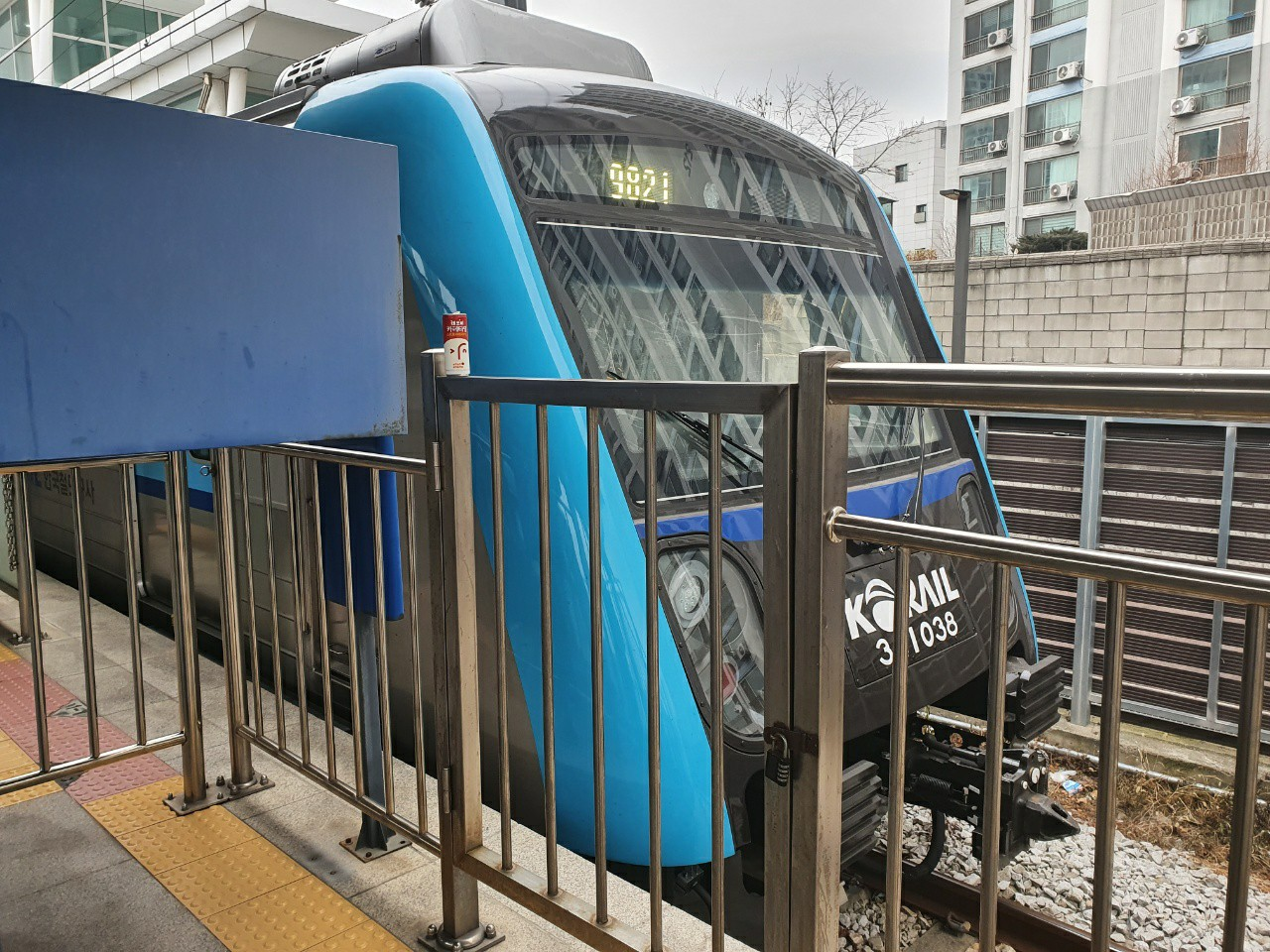
신도색이 적용된 34138편성

초창기에 도입된 1세대 전동차의 나머지 노후 차량 교체용으로 제작된 차량이다. 제작 당시부터 기존의 문제점들이 대폭 개선되고 신도색이 적용되었으며, 의자 또한 플라스틱으로 교체되었고, 6개로 줄었다.

#### 6차 도입분
- 시흥차량사업소 소속: 34156~34160편성 (총 5개 편성)
- 제작사: 현대로템
- 제어방식: VVVF-IGBT(현대로템 IPM)

노후된 3차분 34126~34130편성 교체용이다. 대한민국 최초의 유선형 전동차 대차분이다.

## 개조 역사

### 도색 변경
도입 이후부터 2005년까진 주황색-빨간색 도색을 공통으로 사용하여 왔으나, 2006년 5월부터 불연 내장재 개조와 함께 한국철도공사 도색으로 교체됐으며, 4호선 차량은 하늘색과 군청색, 분당선 차량은 노란색과 군청색이 적용되었다. 또한 34131~34134편성은 4호선 차량과 동일한 하늘색과 군청색이 적용됐으나, 기존 4호선 도색과 동일하게 하늘색과 군청색으로 재도색되었다.

### 전장품 변경
- 2002년 34101~34125편성에 코모넷 차내방송 시스템이 설치되었으나, 현재는 철거되었다.
- 2003년부터 4호선 일부 차량의 주변환장치가 IGBT 2레벨 인버터로 교체되었다. 34101, 34103, 34105, 34108, 34114, 34118~34123, 34125~34126편성 등 모두 13개 편성이다. 34104편성은 TC제외 모두 31101편성 객차로 편입되어서 주변환장치가 GTO다. 34131~34160편성은 IGBT가 탑재되어 도입되었다.
- 2004년 6월부터 2005년까지 모든 차량의 SIV(정지형 인버터)가 우진산전 IGBT 제품으로 변경되었다.
- 2004년부터 답면제동장치 소음개량 사업이 시작되어 현재 진행 중이다.
- 2005년부터 도시바에서 제작한 TGIS 장비가 우진산전의 장비로 개량되어 안내방송, 냉방, 행선 표시등 서비스 기기 제어 기능이 추가되었다. (전 차량)
- 2007년부터 일부 편성에서 전광판의 서체와 동작표출 방식이 변경되어 운용되고 있다.
- 2008년 7월부터 2012년 2월까지 4호선의 차량 객실간 통로문이 자동문으로 개조되었다. 34131~34160편성은 통로문이 제거되어 도입되었다.
- 2008년 말부터 일부 전동차를 시작으로 까지 전차량에 대해 음성 방송장치가 기존의 ROM 방식에서 MP3 방식으로 개조되었고, 2014년 11월은 차내 스피커가 교체되어 신형 전동차와 동일한 수준의 음질을 제공하게 되었다.[8]
- 2016년 말부터 코레일 소속 4호선 일부 차량의 전조등이 백열등에서 LED로 교체되었다.(34101, 34104~34114, 34116~34117, 34119~34125편성)향후 점진적으로 교체할 예정이다. 34131~34160편성은 전조등이 LED로 기본으로 장착되어 도입되었다.

#### 주변환장치 교체 현황
- 2004년 6월: 34118~34119편성
- 2007년: 34118(341118~341218, 341718~341818호)편성
- 2010년 9월 24일: 34101~34103편성
- 2012년: 34105, 34108편성
- 2013년 8월: 34120~34121편성
- 2015년 7월: 34122~34123편성
- 2016년 5월: 34126편성
- 2017년 5월 31일: 34125편성
- 2019년 6월 25일: 34114(341114~341214, 341414호)편성

### 내장재 교체
2003년 2월 18일 대구 지하철 화재 참사를 계기로 철도차량의 내연 기준이 강화되어, 2004년 6월부터 2005년까지 한국철도공사의 전 차량이 불연재 기준에 맞춘 내장으로 교체되었다. 교체 사업은 로윈, SLS중공업 등이 참여하였다. 34101~34108편성은 로윈(1차), 34109~34120편성도 로윈(2차), 34121~34130편성은 SLS중공업(3차)에서 교체되었다. 이와 동시에 보수성이 떨어진 전면, 측면행선표시장치(DI)를 롤지 회전 방식에서 LED 현시 방식으로 교체됐다. 34131~34160편성은 불연 내장재와 LED 행선지가 기본으로 설비되어 도입되었다.

### 측면 행선LED가동 중단
현재 스크린도어가 모두 설치되어 앞칸과 뒷칸제외한 모든 안내기가 소등되었다. 다만 3세대 전동차부터는 앞칸과 뒷칸만 측면 안내기가 가동 중이다.

### 집전장치 개조
4~5차 도입분은 고속 주행에 적합한 싱글암이 적용되었으나 시운전 도중 서울교통공사 강체가선 구간 아크현상 때문에 더블암으로 교체되었다.

## 현황

### 1세대분
| 차호       | 도입 시기 | 운행 중단 시기 | 비고 |
| ---------- | --------- | -------------- | --- |
| 34101 편성 | 1993년    | 2023년         | 대한민국 최초의 VVVF 전동차로 그 가치를 인정받아 보존이 확정되었다. 추진제어장치가 도시바 GTO에서 도시바 IGBT로 교체되었다. |
| 34102 편성 | 1993년    | 2018년         | 추진제어장치가 도시바 GTO에서 도시바 IGBT로 교체되었다.                                                                     |
| 34103 편성 | 1993년    | 2023년         | 추진제어장치가 도시바 GTO에서 도시바 IGBT로 교체되었다.                                                                     |
| 34104 편성 | 1993년    | 2022년         | 추진제어장치가 도시바 IGBT에서 도시바 GTO로 환원되었다.                                                                     |
| 34105 편성 | 1993년    | 2023년         | 341005, 341105, 341205, 341905호가 종합훈련장으로 개조되어 시흥차량기지에 보존 중이다.                                      |
| 34106 편성 | 1993년    | 2023년         | |
| 34107 편성 | 1993년    | 2023년         | |
| 34108 편성 | 1993년    | 2023년         | 추진제어장치가 도시바 GTO에서 도시바 IGBT로 교체되었다.                                                                     |
| 34109 편성 | 1993년    | 2023년         | |
| 34110 편성 | 1993년    | 2023년         | |
| 34111 편성 | 1993년    | 2023년         | |
| 34112 편성 | 1993년    | 2023년         | |
| 34113 편성 | 1993년    | 2022년         | |
| 34114 편성 | 1993년    | 2023년         | 341114, 341214, 341414호는 추진제어장치가 도시바 GTO에서 도시바 IGBT로 교체되었다.                                          |
| 34115 편성 | 1993년    | 2023년         | |
| 34116 편성 | 1993년    | 2023년         | |
| 34117 편성 | 1993년    | 2023년         | |
| 34118 편성 | 1993년    | 2023년         | 추진제어장치가 도시바 GTO에서 도시바 IGBT로 교체되었다.                                                                     |
| 34119 편성 | 1993년    | 2023년         | 추진제어장치가 도시바 GTO에서 도시바 IGBT로 교체되었다.                                                                     |
| 34120 편성 | 1993년    | 2023년         | 추진제어장치가 도시바 GTO에서 도시바 IGBT로 교체되었다.                                                                     |
| 34121 편성 | 1993년    | 2023년         | 추진제어장치가 도시바 GTO에서 도시바 IGBT로 교체되었다.                                                                     |
| 34122 편성 | 1993년    | 2023년         | 추진제어장치가 도시바 GTO에서 도시바 IGBT로 교체되었다.                                                                     |
| 34123 편성 | 1996년    | 2020년         | 추진제어장치가 도시바 GTO에서 도시바 IGBT로 교체되었다. 상계역 추돌사고를 당한 적이 있다.                                   |
| 34124 편성 | 1996년    | 2021년         | |
| 34125 편성 | 1996년    | 2021년         | 추진제어장치가 도시바 GTO에서 도시바 IGBT로 교체되었다.                                                                     |

### 2세대분
| 차호       | 도입 시기 | 운행 중단 시기 | 비고                                                                                  |
| ---------- | --------- | -------------- | ------------------------------------------------------------------------------------- |
| 34126 편성 | 1999년    | 2024년         | 한국철도 100주년 기념 차량이다. 추진제어장치가 도시바 GTO에서 도시바 IGBT로 바뀌었다. |
| 34127 편성 | 1999년    | 2024년         |                                                                                       |
| 34128 편성 | 1999년    | 2024년         |                                                                                       |
| 34129 편성 | 1999년    | 2024년         |                                                                                       |
| 34130 편성 | 1999년    | 2024년         |                                                                                       |

### 3세대분
해당 편성들부터 ATS·ATC 자동 전환 시스템이 장착되었다. 34131~34155편성은 도입 당시 싱글암 팬터그래프가 설치되었지만, 서울교통공사 강체가선 구간 아크현상 문제로 더블암 팬터그래프로 교체되었고, 34156~34160편성은 처음부터 더블암 팬터그래프가 설치되었다.
| 차호       | 도입 시기 | 운행 중단 시기 | 비고                                                                       |
| ---------- | --------- | -------------- | -------------------------------------------------------------------------- |
| 34131 편성 | 2019년    | 운행 중        | 차량 상부에 검측장치가 설치되었다.                                         |
| 34132 편성 | 2019년    | 운행 중        |                                                                            |
| 34133 편성 | 2019년    | 운행 중        |                                                                            |
| 34134 편성 | 2019년    | 운행 중        |                                                                            |
| 34135 편성 | 2019년    | 운행 중        |                                                                            |
| 34136 편성 | 2019년    | 운행 중        |                                                                            |
| 34137 편성 | 2019년    | 운행 중        |                                                                            |
| 34138 편성 | 2021년    | 운행 중        | 해당 편성부터 신도색이 적용되었으며, 배장기가 제거되었다.                  |
| 34139 편성 | 2021년    | 운행 중        |                                                                            |
| 34140 편성 | 2021년    | 운행 중        |                                                                            |
| 34141 편성 | 2022년    | 운행 중        |                                                                            |
| 34142 편성 | 2022년    | 운행 중        |                                                                            |
| 34143 편성 | 2022년    | 운행 중        |                                                                            |
| 34144 편성 | 2022년    | 운행 중        |                                                                            |
| 34145 편성 | 2022년    | 운행 중        |                                                                            |
| 34146 편성 | 2022년    | 운행 중        |                                                                            |
| 34147 편성 | 2022년    | 운행 중        |                                                                            |
| 34148 편성 | 2022년    | 운행 중        |                                                                            |
| 34149 편성 | 2022년    | 운행 중        |                                                                            |
| 34150 편성 | 2022년    | 운행 중        |                                                                            |
| 34151 편성 | 2022년    | 운행 중        |                                                                            |
| 34152 편성 | 2022년    | 운행 중        |                                                                            |
| 34153 편성 | 2022년    | 운행 중        |                                                                            |
| 34154 편성 | 2022년    | 운행 중        |                                                                            |
| 34155 편성 | 2022년    | 운행 중        |                                                                            |
| 34156 편성 | 2024년    | 운행 중        | 해당 편성부터 객실 환기용 팬이 추가되었으며, 한국철도공사 문구가 지워졌다. |
| 34157 편성 | 2024년    | 운행 중        |                                                                            |
| 34158 편성 | 2024년    | 운행 중        |                                                                            |
| 34159 편성 | 2024년    | 운행 중        |                                                                            |
| 34160 편성 | 2024년    | 운행 중        |                                                                            |

## 사진

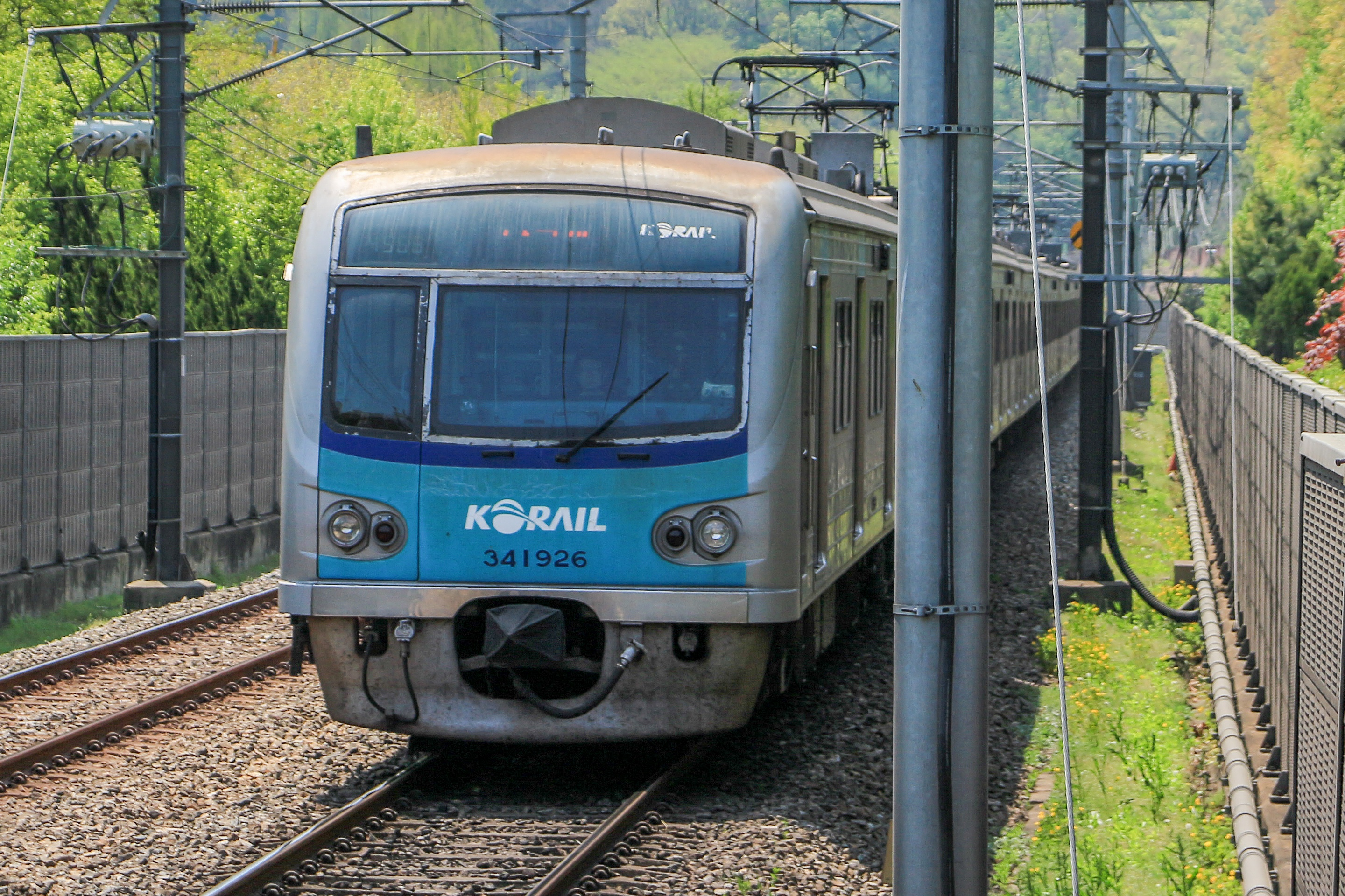
2세대형 차량(현재는 폐차)
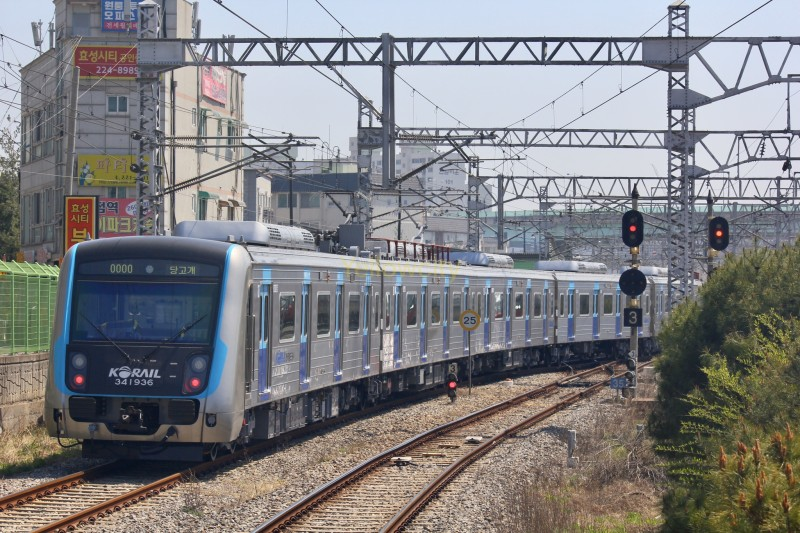
3세대형 차량
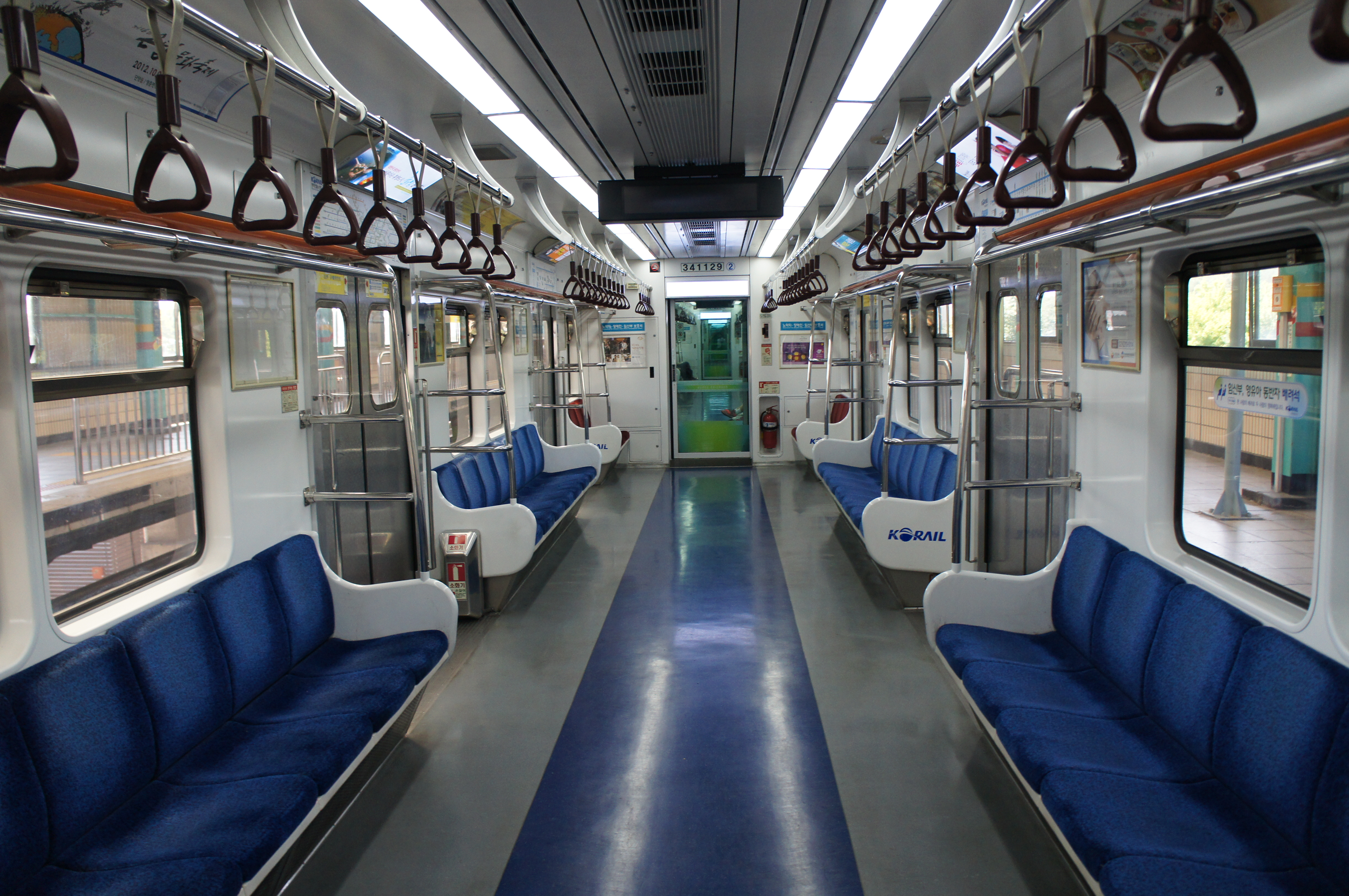
2세대형 차량 내부(현재는 폐차)
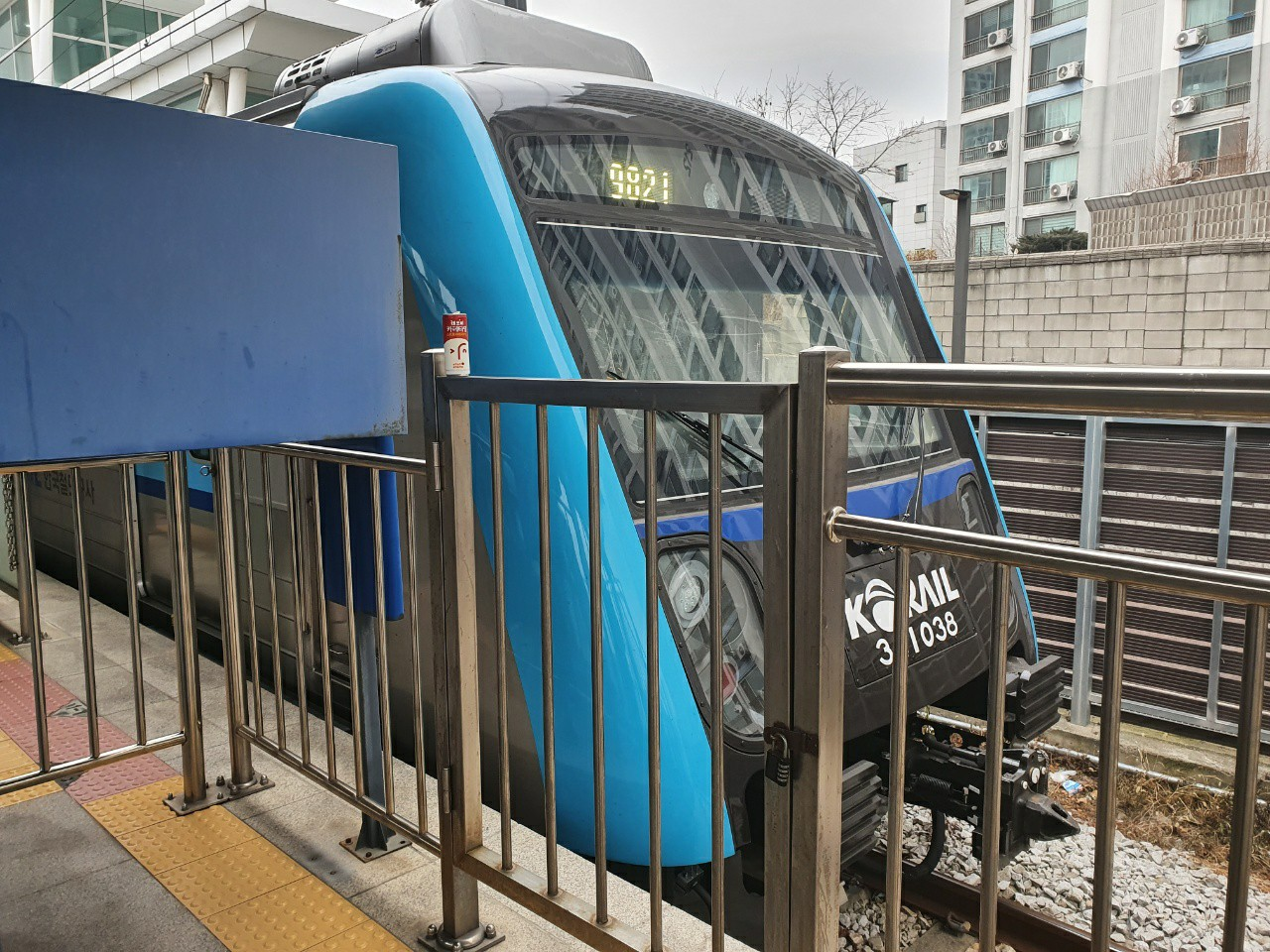
망우역에서 시운전 대기중인 34138편성
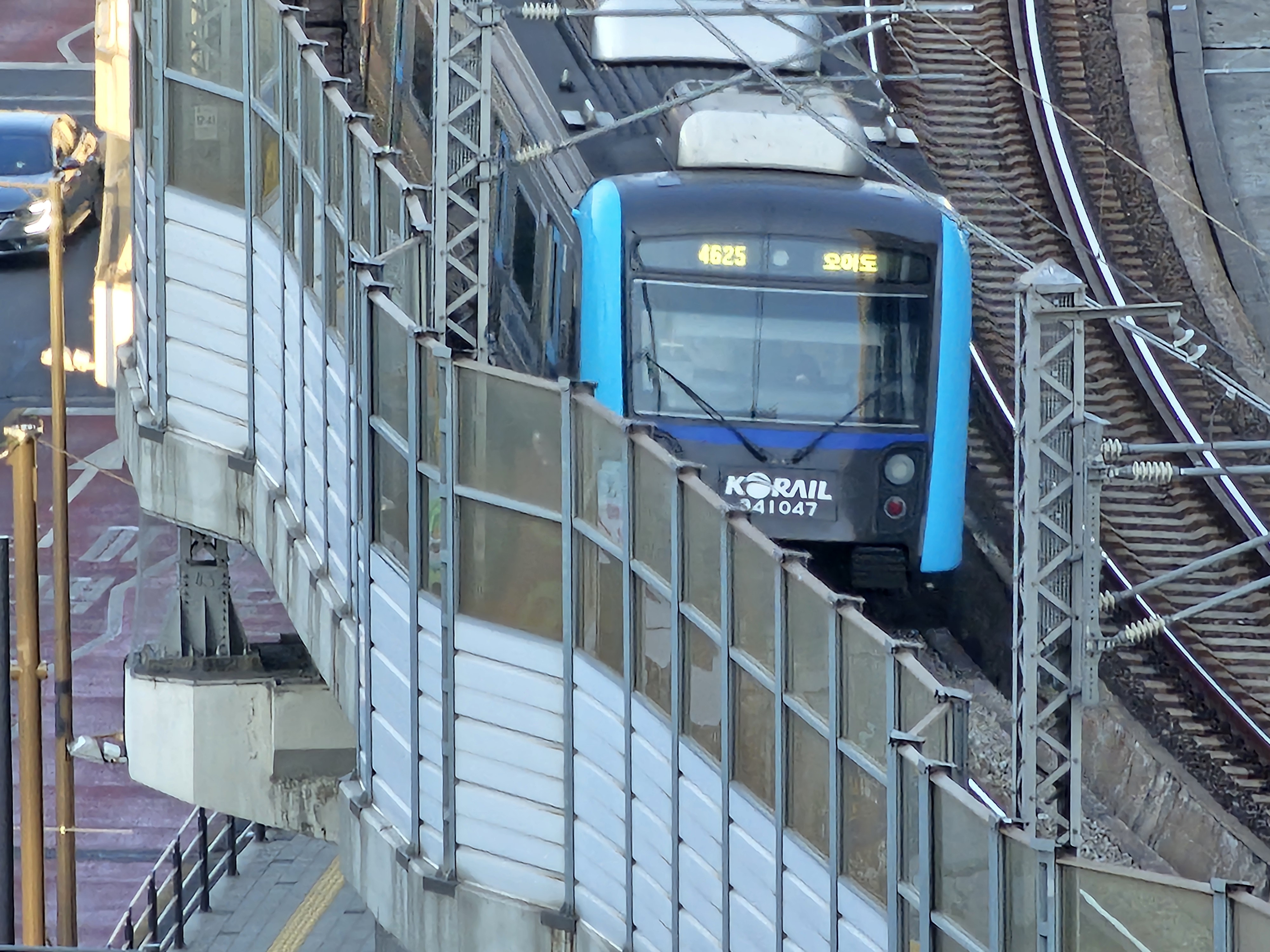
상계역으로 향하는 34147편성
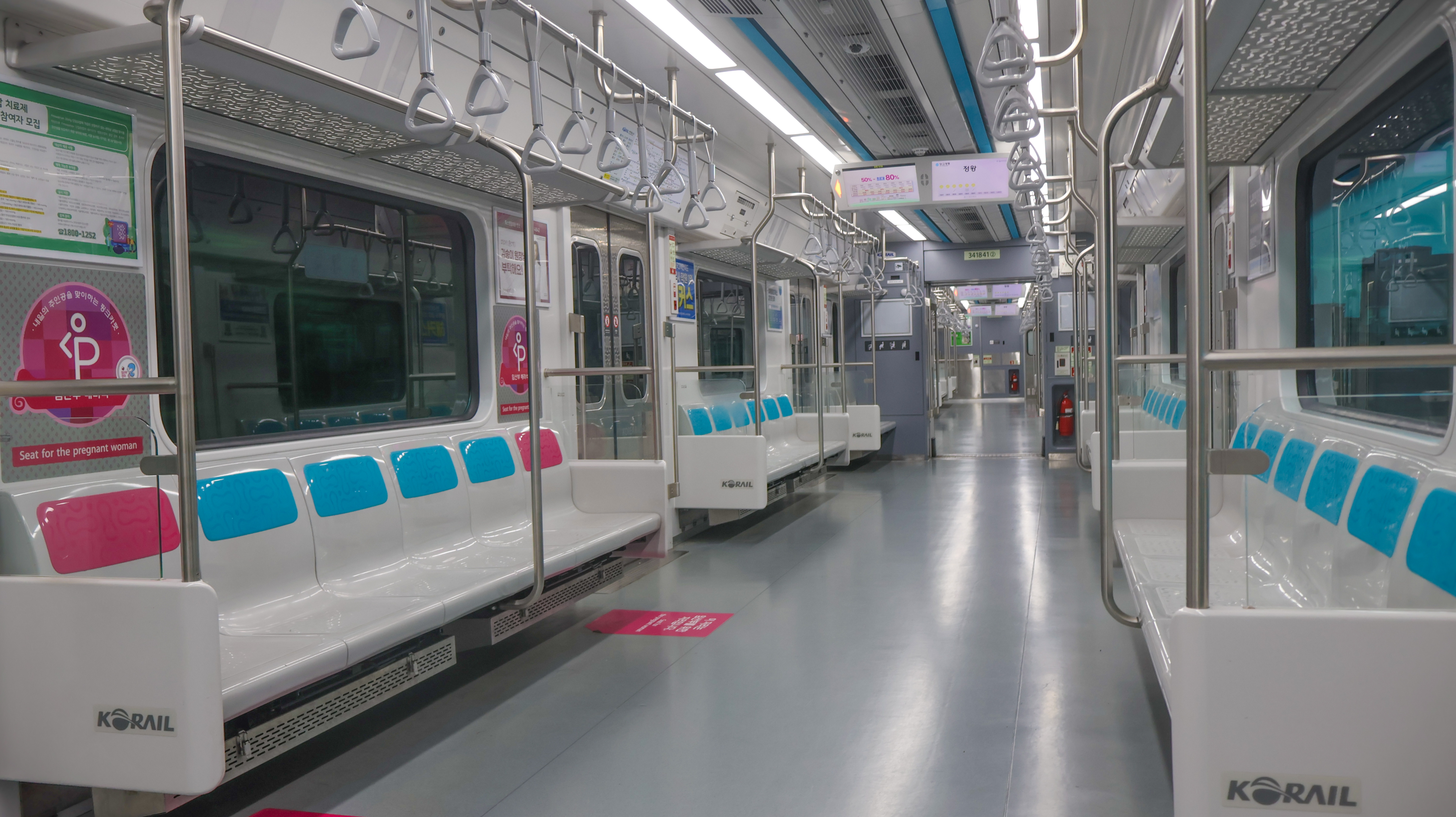
3세대 내부

## 같이 보기
- 한국철도공사
- 수도권 전철 4호선
- 한국철도공사 311000호대 · 312000호대 전동차
- 한국철도공사 319000호대 전동차
- 한국철도공사 351000호대 전동차